# 朱總司令命令岡村寧次投降
《朱總司令命令岡村寧次投降》是1945年8月15日以“中國解放區抗日軍總司令朱德”的名义向大日本帝国陆军支那派遣军总司令冈村宁次发布的投降命令。该命令发表在1945年8月16日的《解放日报》上。中共宣称中國國民黨消極抗日，無權代表中國接受日本投降，唯有中共才有此權利。

## 背景
1945年8月15日，第二次世界大戰日本宣告無條件投降。同日15时，朱德自稱“中國解放區抗日軍總司令”，致電岡村寧次，飭其命令所屬向中国共产党武装力量投降。中国共产党发布《朱總司令命令岡村寧次投降》，要求侵华日军领导向八路軍、新四軍及華南抗日縱隊投降。其意图在于挫败此前國民政府当局发布命令阻止中国共产党领导的军队受降的企图。中国共产党方面同日还向美国、英国、苏联发出说帖，希望得到三大国的支持，并着眼于战后中国国内政治局势，向美国政府施加压力。

## 命令内容
朱總司令命令岡村寧次投降
（一九四五年八月十五日）
南京岡村寧次將軍：
一、日本政府已正式接受波茨坦宣言條款宣布投降。
二、你應下令你所指揮下的一切部隊，停止一切軍事行動，聽候中國解放區八路軍、新四軍及華南抗日縱隊的命令，向我方投降。除被國民黨政府的軍隊所包圍的部分外。
三、關於投降事宜：在華北的日軍，應由你命令下村定將軍派出代表至八路軍阜平地區，接受聶榮臻將軍的命令；在華東的日軍，應由你直接派出代表至新四軍軍部所在地天長地區，接受陳毅將軍的命令；在鄂豫兩省的日軍，應由你命令在武漢的代表至新四軍第五師大悟山地區，接受李先念將軍的命令；在廣東的日軍，應由你指定在廣州的代表至華南抗日縱隊東莞地區，接受曾生將軍的命令。
四、所有在華北、華東、華中、及華南之日軍（被國民黨軍隊包圍的日軍在外），應暫時保存一切武器、資材，靜候我軍受降，不得接受八路軍、新四軍及華南抗日縱隊以外之命令。
五、所有華北、華東之飛機、艦船，應即停留原地；但沿黃海、渤海之中國海岸的艦船，應分別集中於連雲港、青島、威海衛、天津。
六、一切物資設備，不得破壞。
七、你及你所指揮的在華北、華東、華中、及華南的日軍指揮官，對執行上述命令應負絕對的責任。
中國解放區抗日軍總司令
朱德
一九四五年八月十五日十五時

## 致美英苏说帖
同日发出的《中国解放区抗日军朱总司令致美英苏三国说帖》称：
中国解放区抗日军朱总司令致美英苏三国说帖
（一九四五年八月十五日）
中国解放区抗日军总司令朱德将军，今日以说帖一件分送美驻华大使赫尔利将军，英驻华大使薛穆爵士，苏驻华大使彼特罗夫，请其转达美、英、苏三国政府。说帖原文如下：
说帖
在我们共同敌人——日本政府已接受波茨顿宣言条款宣布投降之际，我代表中国解放区、中国沦陷区一切抗日武装力量及二万〈万〉六千万人民，谨向美利坚合众国政府、联合王国政府、苏维埃社会主义共和国联盟政府送出下列的说帖。在抗日战争胜利结束的时候，我们请求你们注意目前中国战场这样的事实，即在敌伪侵占而为国民党政府所放弃的广大沦陷地区中，经过我们八年的苦战，夺回了近百万平方公里的土地，解放了一万万以上的人民，组织了一百万以上的正规部队和二百二十多万的民兵，在辽宁、热河、察哈尔、绥远、河北、山西、陕西、甘肃、宁夏、河南、山东、江苏、安徽、湖北、湖南、江西、浙江、福建、广东十九省建立了十九个大块的解放区，除少数地区外，大部包围了自一九三七年芦沟桥事变以来敌伪所侵占的中国城镇、交通要道及沿海口岸。此外，我们还在中国沦陷区（在这里有一万〈万〉六千万人口）组织了广大的地下军，打击敌人。在作战中，我们至今犹抗击和包围着侵华日军百分之六十九（东北四省不在内）和伪军的百分之九十五。中国国民党政府对于敌伪主要的是采取袖手旁观、坐待胜利的方针，其军队的大部不打敌伪，退至大后方，保存实力，准备内战。中国国民党政府对于中国解放区及其军队，不仅不予承认，不予接济，且更以九十四万国民党政府的军队包围和进攻中国解放区。我们中国解放区的全体军民，虽然受尽了日顽两方面长期夹击之苦，但丝毫未减弱我们坚持抗战、团结和民主的意志。中国解放区人民，中国共产党曾经多次向中国国民党政府提议召开各党派会议，成立民主的举国一致的联合政府，以便停止内部纠纷，动员和统一全中国人民的抗日力量，领导抗日战争的胜利，保证战后的和平，但均被中国国民党政府所拒绝。
现敌国投降瞬将签字，根据上述情况，我们有理由向贵国政府及贵国人民提出下列的声明和要求：
- （一）中国国民党政府及其统帅部，在接受日伪投降与缔结受降后的一切协定和条约时，不能代表中国解放区、中国沦陷区广大人民及一切真正抗日的人民武装力量。如协定及条约中，有涉及中国解放区、中国沦陷区一切真正抗日的人民武装力量之处，而又未事先取得我们的同意时，我们将保留自己的发言权。
- （二）中国解放区、中国沦陷区一切抗日的人民武装力量，在延安总部指挥之下，有权根据波茨顿宣言条款及同盟国规定之受降办法，接受被我军所包围之日伪军队的投降，收缴其武器资材，并负责实施同盟国在受降后之一切规定。
- （三）中国解放区、中国沦陷区的广大人民及一切抗日的人民武装力量，应有权派遣自己的代表参加同盟国接受敌国的投降和处理敌国投降后的工作。
- （四）中国解放区及其一切抗日武装力量应有权选出自己的代表团，参加将来关于处理日本的和平会议及联合国会议。
- （五）为减少中国的内战危险，请美利坚合众国政府站在中美两国人民的共同的利益上，立即停止对于中国国民党政府之租借法案的继续执行。如果国民党政府发动反对中国人民的全国规模的内战（此种内战危险，现已极其严重），请勿予国民党政府以援助。

## 后续
此后，美軍參謀長聯席會議制定了《一般命令第一號》，經美國總統杜魯門于1945年8月17日核准，授權美國盟軍最高統帥麥克阿瑟將軍在1945年9月2日受降儀式上對戰敗國日本發佈。该命令要求“在中國（滿洲除外），台灣及北緯十六度以北之法屬印度支那境內的日本高級將領及所有陸海空軍及附屬部隊應向蔣介石将军投降。”1945年9月9日，中国战区受降仪式在南京举行，中國陸軍總司令部總司令何应钦接受了日本中国派遣军总司令冈村宁次的无条件投降。
此后，中国共产党和中国国民党各自领导的军队，在受降问题上发生激烈争夺，爆发1945年国共冲突。由于《一般命令第一號》规定满洲（即中国东北）在蒋介石受降范围以外，由苏联受降，而中国共产党领导的八路军部队于1945年进入中国东北，此后国共双方在东北地区迅速爆发内战。